# Оксокислоти арсену
Оксокислоти арсену (рос. оксокислоты мышьяка, англ. arsenic oxyacids) — природа оксокислот As(+3) відповідає гідратованим оксидам As2O3(aq), які дуже легко оксидуються. В солях йон арсеніту відомий як ортоарсеніт і в інших формах.
Арсенатна кислота As(O)(OH)3 — трьохосновна кислота (рК1= 2.3), в кислих розчинах помірний оксидант, при дегідратації її кислих солей утворюються метаарсенати, деякі з них утворюють поліаніони.